# Lone Star 500 1998
Lone Star 500 1998 var ett race som var den tionde deltävlingen i Indy Racing League 1998. Racet kördes den 20 september på Texas Motor Speedway. För första gången sedan Michigan 500 i CART säsongen 1983 vann veteranen John Paul Jr. en Indytävling. Kenny Bräck skaffade sig ett guldläge att ta sin första titel, genom att sluta femma. Robby Unser slutade tvåa, med Jeff Ward på tredjeplats.

## Slutresultat
| Plats | Förare           | Team                   | Grid |
| ----- | ---------------- | ---------------------- | ---- |
| 1     | John Paul Jr.    | Byrd-Cunningham Racing | 14   |
| 2     | Robby Unser      | Cheever Racing         | 17   |
| 3     | Jeff Ward        | ISM Racing             | 5    |
| 4     | Roberto Guerrero | Pagan Racing           | 18   |
| 5     | Kenny Bräck      | A.J. Foyt Enterprises  | 10   |
| 6     | Buddy Lazier     | Hemelgarn Racing       | 19   |
| 7     | Robbie Buhl      | Team Menard            | 16   |
| 8     | Stan Wattles     | Metro Racing Systems   | 26   |
| 9     | Davey Hamilton   | Nienhouse Motorsports  | 6    |
| 10    | Mark Dismore     | Kelley Racing          | 4    |
| 11    | Buzz Calkins     | Bradley Motorsports    | 21   |
| 12    | Jack Miller      | Crest Racing           | 22   |
| 13    | Brian Tyler      | Team Pelfrey           | 24   |
| 14    | Billy Boat       | A.J. Foyt Enterprises  | 1    |
| 15    | Andy Mirchner    | Riley & Scott Cars     | 27   |
| 16    | Marco Greco      | Phoenix Racing         | 15   |
| 17    | Raul Boesel      | McCormack Motorsports  | 13   |
| 18    | Steve Knapp      | PDM Racing             | 20   |
| 19    | Donnie Beechler  | Cahill Racing          | 25   |
| 20    | Tony Stewart     | Team Menard            | 2    |
| 21    | Greg Ray         | Knapp Motorsports      | 12   |
| 22    | Scott Goodyear   | Panther Racing         | 7    |
| 23    | Scott Sharp      | Kelley racing          | 3    |
| 24    | Dave Steele      | Panther Racing         | 11   |
| 25    | Eddie Cheever    | Cheever Racing         | 9    |
| 26    | Stéphan Grégoire | Chastain Motorsports   | 8    |
| 27    | Sam Schmidt      | LP Racing              | 23   |
| 28    | Arie Luyendyk    | Treadway Racing        | 28   |